# Malaxación

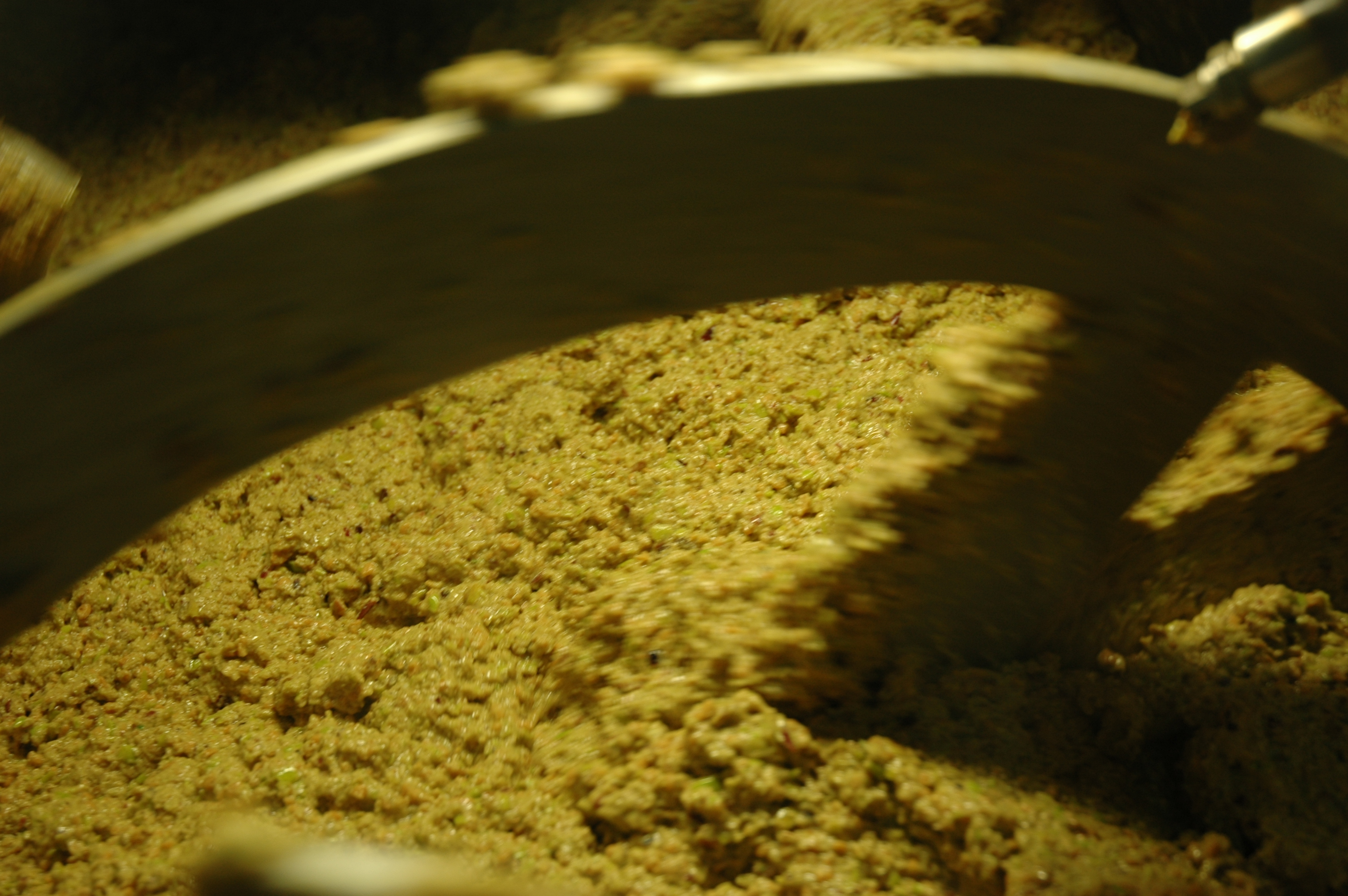
La malaxación de pasta de aceitunas para la extracción de aceite de oliva.

La malaxación es un estado en el proceso de extracción del aceite de oliva. Se trata de una mezcla de la pasta de las aceitunas ya previamente prensadas y sometidas a una baja revolución (15 a 18 rpm) y que está sometida al baño María.  El proceso optimiza la extracción de aceites del prensado de la aceituna haciendo una correcta emulsión. La pasta resultante se llega a escurrir durante cerca de 45 a 90 minutos. La pasta obtenida de almazaras de piedra requieren menos «malaxación».